# Hibiscus acetosella
"False Roselle" (Hibiscus acetosella) es una especie de planta de la familia de las malváceas. Es originaria de América y se distribuye desde Estados Unidos hasta Paraguay.

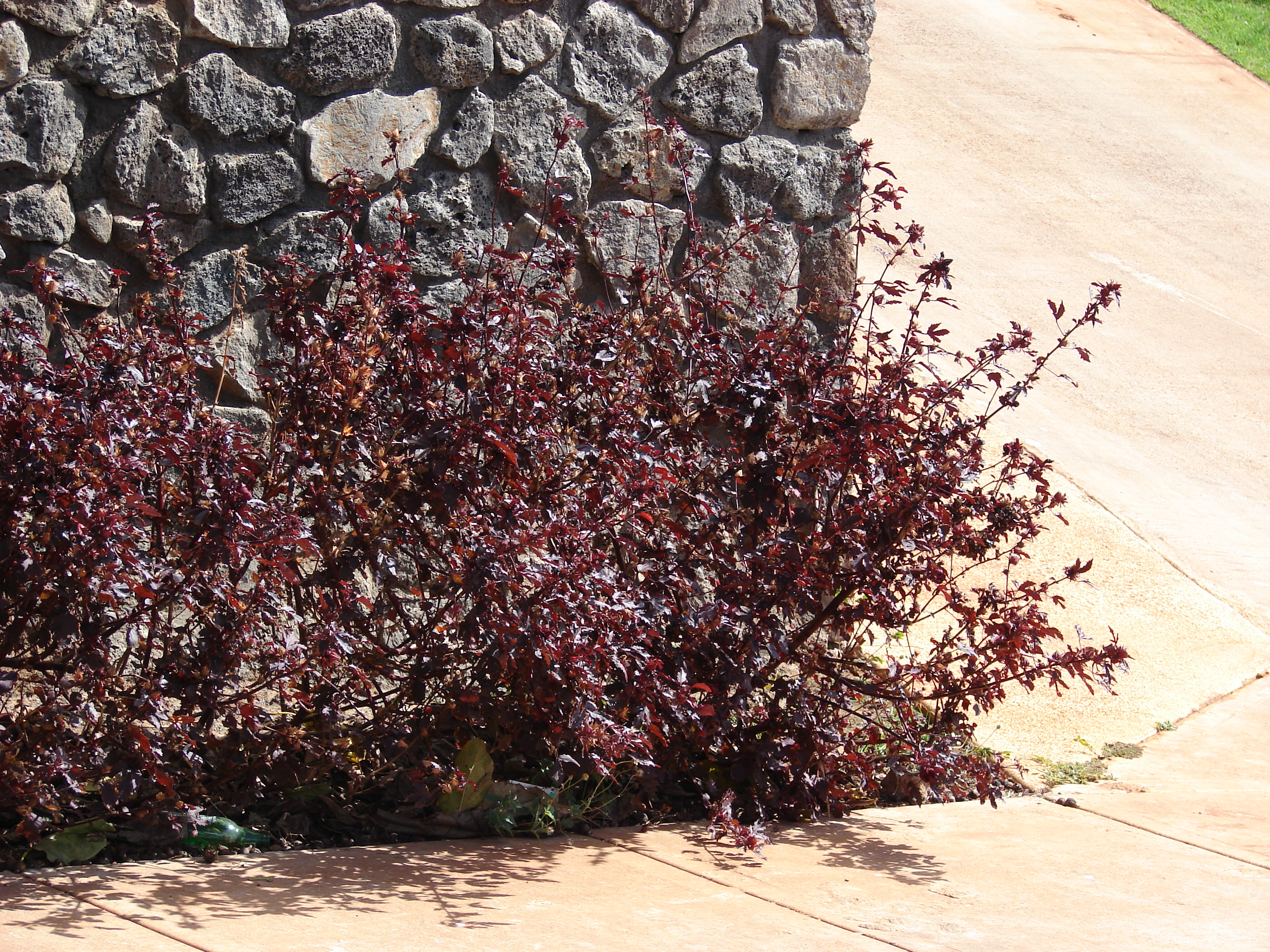
Vista de la planta

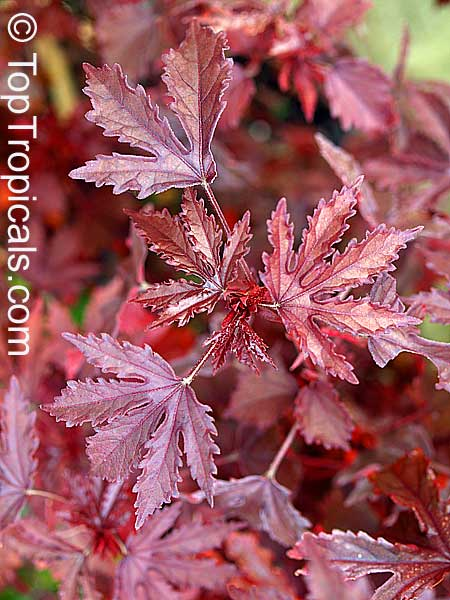
Hojas

## Descripción
Tiene las hojas de color rojo que recuerda a un arce japonés. Las flores, que están abiertas solo un día, se utilizan en ensaladas. Las hojas jóvenes se pueden añadir a las ensaladas o picadas, ser utilizadas en frituras. Hay que tener en cuenta que las hojas no son dulces. Un pariente cercano, Hibiscus sabdariffa, la verdadera flor de Jamaica, también se llama el Hibiscus arándano . Sus grasas se utilizan desde la Florida hasta América del Sur para hacer una bebida con sabor a parecido al arándano agrio.

## Taxonomía
Hibiscus acetosella fue descrita por Welw. ex Hiern. y publicado en Catalogue of the African Plants collected by Dr. F. Welwitsch in 1853-61 1: 73. 1896.
Etimología
Hibiscus: nombre genérico que deriva de la palabra griega: βίσκος ( hibískos ), que era el nombre que dio Dioscórides (40-90 d. C.)  a Althaea officinalis.
acetosella: epíteto latíno que significa "nombre anterior a Linneo para la acedera común y otras plantas con hojas ácidas.